# Na Stoku (Elbląg)
Na Stoku (dawniej Mattendorf) – jedna z północnych dzielnic Elbląga.

## Położenie
Na Stoku leży w północnej części miasta. Jej południową granicę wyznaczają ulice Jaśminowa i Brzozowa, zachodnią – Browarna, północną – Brzeska i Piłsudskiego, a wschodnią – ul. Fałata. Jest ona malowniczo położona na jednym ze stoków Wysoczyzny Elbląskiej. Roztacza się stąd widok na Żuławy Wiślane.
W swojej centralnej części zabudowana jest przedwojennymi niskimi domami wielorodzinnymi. W części południowej i zachodniej (oraz częściowo w północnej) w latach 70. wybudowano 4-piętrowe domy mieszkalne, oraz w latach 80. sześć 10-piętrowych wieżowców i kilka 4-piętrowych domów. W części północnej dzielnicy znajduje się targowisko miejskie. Przy ulicy Browarnej mieści się remiza Państwowej Straży Pożarnej oraz oddział ogólnopolskiej telewizji kablowej Vectra.

## Historia
Źródło znakomitej jakości wody pitnej odkryte zostało w tym miejscu ok. roku 1580 przez angielskich kupców z Kompanii Wschodniej, którzy w Elblągu założyli swój kantor. Stąd też wzięła się nazwa „Englisch Brunnen” – Angielskie Źródło. Obszar wokół studni umocniono i obsadzono lipami. Teren (5 i pół morgi ziemi) w 1641 r. wziął w dzierżawę burmistrz Michael Siefert. Rada Miasta przywilejem z 27 stycznia 1642 r. pozwoliła mu postawić na nim dom (dwór) z ogrodem pod warunkiem, że każdy mieć będzie dostęp do źródła i będzie mógł z niego korzystać. Latem 1848 roku dwór przebudowano na podmiejski etablissement, gdzie chętnie zjeżdżano na koncerty organizowane w ogrodzie. Lokal wykorzystywany był też na okazyjne uroczystości dla pracowników sąsiadującego z budynkiem browaru. Zaraz obok znajdowała się probiernia piwa pod drewnianą wiatą, którą przez podobieństwo do alpejskich chat nazywano „Schweizerhäuschen” (Szwajcarski Domek). Klub zakładowy przy browarze elbląskim – budynek znajdował się kiedyś w południowej części browaru, już nie istnieje. Gospoda w dawnym dworze Englisch Brunnen w sąsiedztwie browaru. To miejsca, które na zawsze zniknęły z mapy miasta, a kiedyś dodawały uroku przemysłowym terenom miasta.
Elbinger Aktien-Brauerei, Brauerei Englisch Brunnen, Elbrewery Company Ltd Sp. z o.o. – zakład został założony w 1872 roku jako Elbinger Aktien-Brauerei (Towarzystwo Akcyjne Browar Elbląski). W 1880 browar został przejęty przez spółkę Brauerei English Brunnen, która pod nazwą Browar Angielski Zdrój produkowała piwo w Elblągu do 1945 roku. W okresie poprzedzającym I wojnę światową zakład stał się na tyle znaczącym producentem w Niemczech, że od 1900 roku był oficjalnym dostawcą piwa na dwór cesarza Wilhelma II Hohenzollerna. Po 1918 roku przez pewien czas browar borykał się z problemami finansowymi. W latach 20. XX wieku oprócz piwa produkował także bezalkoholowe napoje chłodzące. W okresie III Rzeszy stał się dużym zakładem produkcyjnym zatrudniającym ok. 200 pracowników i produkującym rocznie ok. 90 tys. hektolitrów piwa. W czasie II wojny światowej znaczna część produkcji browaru była przeznaczona na potrzeby wojska.
W 1945 roku browar uległ zniszczeniu. Szybko został jednak odbudowany i w 1946 roku wznowił produkcję. W okresie PRL wchodził w skład Elbląskich Zakładów Piwowarskich. W 1991 roku został sprywatyzowany. Powstała spółka Elbrewery Company Limited, której głównym udziałowcem było australijskie przedsiębiorstwo Brewpole PTY.
W latach 90. XX wieku browar w Elblągu został gruntownie zmodernizowany. Jego moce produkcyjne w 1996 roku wynosiły 2 mln hektolitrów piwa rocznie. Nowi właściciele zadbali o promocję nowej marki swojej firmy. Duża kampania reklamowa spowodowała, że piwo z browaru o nazwie EB stało się rozpoznawalne w całej Polsce.
W 1998 roku przedsiębiorstwo Brewpole sprzedało swoje udziały w Elbrewery Company Limited holenderskiemu koncernowi Heineken International Beheer B.V. W wyniku tej transakcji browar w Elblągu w 1999 roku wszedł w skład grupy piwowarskiej Grupa Żywiec SA
Na początku XXI wieku browar przeszedł kolejną modernizację i rozbudowę. Od 2004 roku nosi nazwę Grupa Żywiec S.A. Browar w Elblągu.
Przy ulicy Browarnej 82 w 1909 r. zbudowana została piękna willa, pełniła przed wojną funkcje mieszkalne. Po 1945 r. mieściła bibliotekę, a w maju 1997 r. została zakupiona przez Urząd Morski i obecnie znajdują się tutaj: Kapitanat Portu w Elblągu, Urząd Morski w Gdyni Delegatura w Elblągu oraz Urząd Ochrony Wybrzeża.
W 1928 roku przy Browarnej 91 zbudowano Neue Strassenbahn-Wagenhalle, dzisiejsza zajezdnia tramwajowa.
Na początku Browarnej przed ulicą Niską stoją do dziś dwie zabytkowe wille z 1920 roku.
Na Stoku leży w bezpośrednim sąsiedztwie Parku Miejskiego im. M. Kajki. Przy ulicy Fałata 29 stoi tzw. brama. Budynek ten zbudowano w latach 1927–1928 jako Turmhaus, Volksgarten Jugendherberge (schronisko młodzieżowe).
Bloki przy Rechniewskiego, Barona, Okrzei, Daszyńskiego, Brzeskiej, Próchnika zbudowano w latach 30. dla pracowników zakładów Ferdynanda Schichaua.

## Wykaz ulic dzielnicy
- Barona Henryka (dawniej Bunsenweg)
- Browarna (dawniej Lange Niederstraße, Kastanienallee, Ziesestraße)
- Brzeska (dawniej Tirpitzallee)
- Brzozowa (dawniej Sternschanze)
- Daszyńskiego Ignacego (dawniej Zeppelinstraße)
- Płk. Stanisława Dąbka (dawniej Angerstraße + Sternstraße, Hochstraße)
- Donimirskich
- Fałata Juliana (dawniej Carl Pudor Straße)
- Gwiezdna (dawniej Sternstraße)
- Jaśminowa (dawniej Große Rosenstraße)
- Okrzei Stefana
- Al. Józefa Piłsudskiego (dawniej Schlieffenallee)
- Pionierska
- Próchnika Adama (dawniej Maybachstraße)
- Rechniewskiego Tadeusza (dawniej Borsigstraße)
- Robotnicza (dawniej Heilig Leichnam + Hauptstraße, Horst Wessel Straße)

## Ważniejsze obiekty
- Szkoła Podstawowa nr 1
- targowisko miejskie
- remiza Państwowej Straży Pożarnej
- telewizja kablowa „Vectra”
- Zespół Szkół Zawodowych nr 1
- Urząd Morski

## Komunikacja
Na Stok można dojechać:
- tramwajami ZKM Elbląg linii numer: 1, 3, 4, 5;
- autobusami linii nr: 11, 12, 14, 16, 19, 21 oraz linii nocnej 100[1].